# مطار موتشا
مطار موتشا (بالإنجليزية: Moucha Airport)‏ (إياتا: MHI، إيكاو: HDMO) هو مطار يخدم جزيرة موتشا في جيبوتي.